# Saint-Pierre-la-Cour
Saint-Pierre-la-Cour – miejscowość i gmina we Francji, w regionie Kraj Loary, w departamencie Mayenne.
Według danych na rok 1990 gminę zamieszkiwały 1 622 osoby, a gęstość zaludnienia wynosiła 103 osoby/km² (wśród 1504 gmin Kraju Loary Saint-Pierre-la-Cour plasuje się na 380. miejscu pod względem liczby ludności, natomiast pod względem powierzchni na miejscu 747.).